# 컴포즈 키

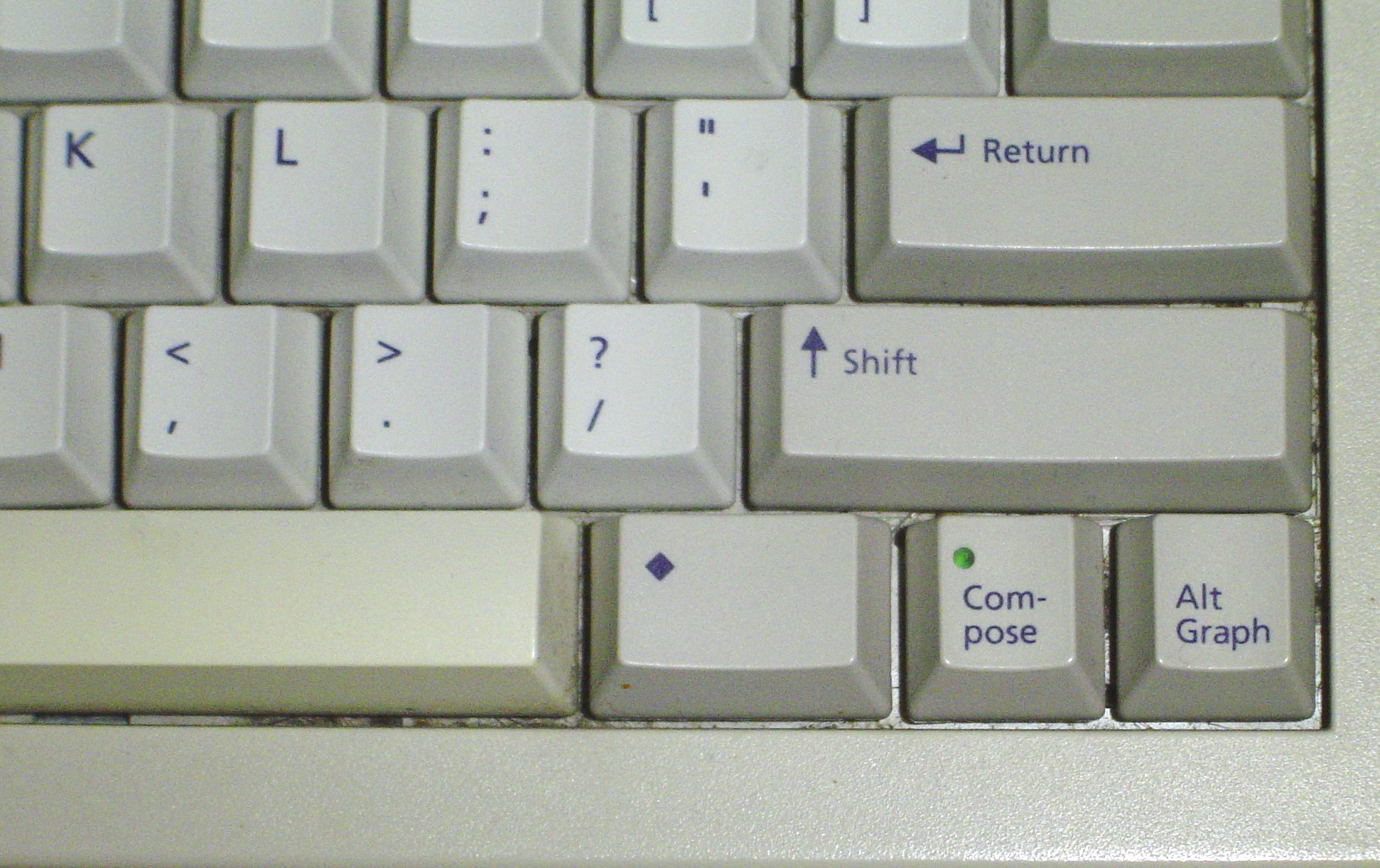
썬 타입 5, 6, 7 키보드의 컴포즈 키와 컴포즈 LED

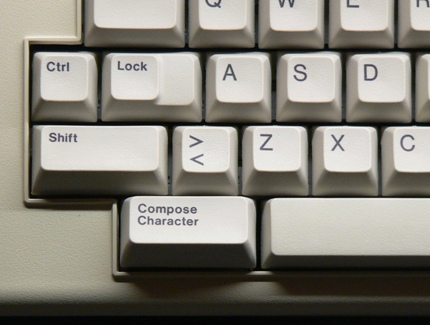
DEC LK201 키보드의 컴포즈 키

컴포즈 키(영어: compose key) 또는 멀티 키(영어: multi key)는 일부 컴퓨터 자판에 있는 특별한 종류의 수식 키(modifier key)이다. Compose 키를 손가락으로 눌렀다가 뗀 다음에 둘 또는 그 이상의 키를 차례로 눌렀다가 떼서, 키보드에 바로 보이지 않는 문자를 입력하는 것이다. 예를 들면, 손가락으로 Compose를 눌렀다가 뗀 뒤 A를 눌렀다가 떼고 뒤이어서 E를 눌렀다가 떼면 합자인 ‘æ’가 입력되는 식이다.
Compose 키는 옛 디지털 이큅먼트 코퍼레이션(DEC)에서 내놓은 키보드의 LK201 계열 및 그 후계 제품, 그리고 썬 마이크로시스템즈의 키보드에서 발견된다. Compose 키를 이용한 입력법을 지원하는 시스템에서 이 키가 없는 키보드를 경우 다른 키를 이를 대신하는 키로 바꾸기도 한다.
이 키는 기종마다 명칭이 다른데, 썬 마이크로시스템즈와 옛 DEC의 제품 및 그 후계 제품군에서는 ‘컴포즈 키’, X 윈도 시스템에서는‘멀티 키’로 부른다.

## 특징
Compose 키는 ⇧ Shift나 AltGr(또는 ⌥ Option) 키와 작동 방법이 다르다. ⇧ Shift나 AltGr(또는 ⌥ Option) 키의 경우 이 키를 누르고 있는 상태에서 다른 문자 키를 눌렀다가 떼서 입력한다. 그러나 Compose 키의 경우 Compose 키를 먼저 키를 눌렀다가 뗀 다음에 다른 문자 키를 순차적으로 눌렀다 떼는 식으로 특수한 문자를 입력한다. 이 점은 데드 키와 비슷하다.
ISO/IEC 9995-7에서는 이 키의 기호를 ⎄(컴퓨터에 따라서 정상적으로 표시되지 않을 수도 있음)으로 했는데, 이것은 유니코드 3.0.0에 U+2384로 추가되었다(Unicode chart 2300-23FF). 그러나 일반적으로 업계에서 사용되는 건 아니다.

## 대체 키
Compose 키가 따로 존재하지 않는 키보드를 위하여 대체 키 또는 키 조합이 존재한다. 썬 마이크로시스템즈의 기종에서는 Control+⇧ Shift로 에뮬레이션할 수 있다. X 윈도 시스템에서는 ⊞ Win 키, ⇧ Shift+오른쪽 Alt(AltGr), ⇧ Shift+오른쪽 Ctrl 등의 키 조합을 쓴다.
Compose 키가 포함된 썬 마이크로시스템즈의 키보드에는 이 키의 상태를 나타내는 LED가 키보드 몸체나 Compose 키에 달려 있다. 이 LED를 통해 현재 Compose 키 조합 중인지 아닌지 알 수 있다.
마이크로소프트 윈도우나 맥 OS X 등에서는 운영 체제 차원에서 Compose 키를 이용한 입력법을 제공하지 않는다. 따라서 운영체제에서 이 키를 쓰려면 AllChars 같은 별도의 서드파티 응용 프로그램을 설치해야 한다. 또한 운영체제와 상관 없이 특정 응용 프로그램이 자체적으로 Compose 키 기능을 제공하는 경우도 있는데 PuTTY가 한 예이다.

## 용례
일반적인 예들은 아래 표와 같다. 입력 방법은 다음과 같다.
- 손가락으로 Compose 키를 눌렀다 뗌 → ① 문자를 입력함 → ② 문자를 입력함

| ①                                            | ② | 결과 |
| -------------------------------------------- | - | ---- |
| '                                            | a | á    |
| '                                            | A | Á    |
| "                                            | a | ä    |
| "                                            | A | Ä    |
| `                                            | a | à    |
| `                                            | A | À    |
| ~                                            | a | ã    |
| ~                                            | A | Ã    |
| ^                                            | a | â    |
| ^                                            | A | Â    |
| c                                            | a | ǎ    |
| c                                            | A | Ǎ    |
| o                                            | a | å    |
| o                                            | A | Å    |
| _                                            | a | ā    |
| _                                            | A | Ā    |
| ;                                            | a | ą    |
| ;                                            | A | Ą    |
| b                                            | a | ă    |
| b                                            | A | Ă    |
| 다른 모음도 대부분 동일한 방법으로 입력 가능 |   |      |

| ① | ② | 결과 |
| - | - | ---- |
| s | s | ß    |
| , | c | ç    |
| , | C | Ç    |
| O | R | ®    |
| O | C | ©    |
| t | m | ™    |
| < | < | «    |
| > | > | »    |
| " | < | “    |
| " | > | ”    |
| ' | < | ‘    |
| ' | > | ’    |
| . | . | …    |
| . | ^ | ·    |
| x | x | ×    |
| - | : | ÷    |
| ^ | 0 | ⁰    |
| ^ | 1 | ¹    |
| ^ | 2 | ²    |
| ^ | 3 | ³    |
| 1 | 2 | ½    |
| 1 | 4 | ¼    |
| 3 | 4 | ¾    |

| ①  | ② | 결과 |
| -- | - | ---- |
| s  | o | §    |
| /  | o | ø    |
| /  | O | Ø    |
| -  | d | đ    |
| -  | D | Đ    |
| d  | h | ð    |
| D  | H | Ð    |
| ~  | n | ñ    |
| t  | h | þ    |
| T  | H | Þ    |
| a  | e | æ    |
| A  | E | Æ    |
| !  | ! | ¡    |
| ?  | ? | ¿    |
| -  | L | £    |
| =  | E | €    |
| =  | Y | ¥    |
| \| | c | ¢    |
| o  | x | ¤    |
| /  | / | \    |
| o  | o | °    |

## Compose 키를 다른 용도로 사용하는 예
썬 마이크로시스템즈의 솔라리스용 키보드에서는 언어에 따라 Compose 키가 다른 키로도 활용된다. 대한민국(한국어)용 키보드에서는 이 키가 한자 키로 사용되며 각인도 ‘한자’로 바뀌어 있다.
한편 USB 규격에서는 윈도의 애플리케이션(Application)(즉 ≣ Menu) 키와 Compose 키가 동일한 키 코드(USB Usage ID)를 내도록 하고 있다. 따라서 윈도용 USB 키보드를 솔라리스 시스템에 연결하면 메뉴 키가 컴포즈 키 역할을 수행하게 되고, 반대로 솔라리스용 키보드를 윈도 시스템에 연결하면 컴포즈 키가 메뉴 키 역할을 수행하게 된다. PuTTY에서도 이와 유사하게 ≣ Menu 키를 Compose 키로 에뮬레이션하는 옵션을 제공한다.

## 같이 보기
- 수식 키
- 데드 키
- AltGr 키